# If Women Counted
If Women Counted, a New Feminist Economics (Si les femmes comptaient), paru en 1988 est un essai de la professeure et politicienne néo-zélandaise Marilyn Waring.
Considéré comme le document fondateur de la discipline de l'économie féministe, cet essai est une critique systématique et révolutionnaire des systèmes de comptabilité nationale, des indicateurs standards de mesure de la croissance économique, et de la façon dont le travail non rémunéré des femmes et la valeur de la nature ont été exclus de ce qui compte comme productif dans l'économie. Il a persuadé l'Organisation des Nations Unies de redéfinir le produit intérieur brut et a inspiré de nouvelles méthodes de comptabilité dans des douzaines de pays.
L’argument principal de cet essai peut être résumé ainsi : “Les règles du système de comptabilité nationale des Nations unies déterminant ce qui devrait être défini comme activité économique doivent être comprises comme l’expression d’un pouvoir patriarchal qui valorise le militarisme, la destruction de l’environnement et les outils de colonisation; tout en estimant que la paix, les ressources environnementales ou le travail de reproduction sociale n’ont aucune valeur.”(en)

## Résumé de la thèse de l'autrice
Écrivant d’un point de vue féministe et utilisant les études statistiques, Waring remet en question les hypothèses qui sous-tendent la comptabilité nationale. Plus précisément, elle problématise le fait que le travail non rémunéré des femmes ainsi que la valeur de la nature ne sont pas comptabilisés dans la comptabilité nationale. Selon elle, cela reflète une discrimination sexiste, qui permet une domination permanente des hommes sur les femmes. Waring observe que certaines des catégories incluses dans le calcul du produit intérieur brut (PIB) ne sont pas des activités de marché (par exemple, le secteur public), ce qui l’amène à critiquer l’absence du travail domestique dans ces calculs.

## Contexte
Waring est élue au parlement néo-zélandais en 1975. Elle fait partie du Comité sur la Dépense Publique (en) à l’époque où la Nouvelle-Zélande adapte son système de comptabilité nationale à celui des Nations unies. À travers ce travail, elle réalise que le travail réalisé par les femmes et provenant des ressources naturelles qui permettent la vie sur terre (tels que les lacs, les plages, l’air, les arbres) sont invisibles dans la comptabilité nationale. Ils sont ainsi comptés comme improductifs, ou comptés pour rien ; et ne sont donc pas traités par les politiques publiques.
Waring commentera plus tard: “Si tu es invisible comme producteur dans l’économie d’une nation, tu est invisible dans la distribution de ses bénéfices (à moins que tu ne sois étiqueté comme un ‘problème’ ou un fardeau pour l’état providence)”.
Guidée par cette prise de conscience, elle étudie en profondeur les règles des systèmes de comptabilité nationale des Nations Unies (en), ce qui mènera à la publication de cet essai.

## Influence
L'argumentation de Waring est construite sur les traditions du féminisme et de l'économie féministe. La reconnaissance de l'exclusion des femmes et de la nature de la comptabilisation de l'économie productive fait de If Women Counted une contribution pertinente aux discussions autour de l'écoféminisme. Les critiques mettent également l'accent sur l'importance de If Women Counted pour les domaines de l'économie politique et de l'économie féministe, au sens où le travail non rémunéré des femmes et les impacts de l'économie sur l'environnement ne sont pas pris en compte dans les systèmes de comptabilité nationale.
Ce livre, et le travail de Waring en général, peuvent également être considérés comme historiquement significatifs et influents pour la pensée de la décroissance : d'une part, en argumentant que la croissance économique est - en théorie et en pratique - directement connectée à l'oppression des femmes et aux dégradations environnementales ; et d'autre part en mettant l'accent sur le fait que les indicateurs économiques ne sont pas représentatifs du réel bien-être de communautés.

If Women Counted a inspiré l'anthologie Counting on Marilyn Waring: New Advances in Feminist Economics, édité par Margunn Bjørnholt et Ailsa McKay (en). Publiée en 2014 et écrite par un groupe de professeurs, cette anthologie trace les nouvelles avancées de l'économie féministe depuis la publication de If Women Counted.
Elle est décrite par l'économiste Alison Preston (en) comme "un rappel opportun des politiques et systèmes économiques qui sous-tendent quelles activités et résultats sont valorisés, comment et par qui. Pour les personnes concernées par la justice sociales et des futures soutenables, ce livre puissant et important fournit un apercu précieux et pratique de problèmes qui ont grand besoin de davantage de visibilité."
Selon le magazine Choice: Current Reviews for Academic Libraries (en), ce livre explore "une large gamme de problématiques - incluant la signification fondamentale de la croissance économique et de la consommation, de la santé, de la mortalité, du travail domestique non rémunéré, de la maternité, de l'éducation, de la nutrition, de l'égalité et de la durabilité" et révèle "l'ampleur, la profondeur et la substance qui peut grandir d'idées innovantes et d'analyse critique."
Diane Elson défend que "malgré de nombreux et vaillants efforts, les femmes ne comptent toujours pas réellement dans la conduite des politiques économiques. Ce livre est une contribution originale à une lutte en cours."

## Réception
La professeure émérite d'économie  Julie A. Nelson écrit: "Le travail de Marilyn Waring a réveillé les gens. Elle a montré avec exactitude de quelle manière le travail non rémunéré, traditionnellement effectué par des femmes, a été invisibilisé au sein des systèmes de comptabilité nationale, et les dégâts que cela a causé. Son livre [...] a encouragé et influencé une grande variété de travaux en cours [...] qui visent à valoriser, préserver et récompenser le travail de soin qui soutient nos vies. En mettant l'accent sur une négligence similaire de l'environnement, elle a aussi tiré la sonnette d'alarme sur les problèmes de soutenabilité écologique qui se font de plus en plus pressants. Ces dernières décennies, le domaine de l'économie féministe s'est élargi pour inclure ces sujets et plus."
L'économiste réputé John Kenneth Galbraith a décrit If Women Counted comme "un travail splendide... qu'aucun homme ou aucune femme concerné ne peut ignorer."
L'essai est discuté dans le livre de Melinda Gates "The Moment of Lift: How Empowering Women Changes the World."
Dans une réflexion sur If Women Counted, Ulla Grapard, professeur d'économie et d'études de genres à Colgate University, commente: If Women Counted m'a ouvert les yeux d'avantage. Après avoir lu le livre, je n'arrêtais pas de voir des connexions avec beaucoup d'autres choses que j'observais, que je lisais, que j'écrivais, et que je vivais. Le travail non rémunéré, comme on l'appelle maintenant, était partout."

## Éditions
Originellement publié en 1988 par Harper & Row sous le titre If Women Counted: A New Feminist Economics avec une introduction de Gloria Steinem,, cet essai a été également publié par Macmillan sous le même titre; et par Allen & Unwin et University of Toronto Press comme Counting for Nothing: What Men Value and What Women are Worth. Il reste largement connu sous le titre If Women Counted et a été traduit en plusieurs langues. Il existe au moins 11 rééditions de ce livre.

## Adaptation cinématographique
Le film documentaire Who's Counting? Marilyn Waring on Sex, Lies and Global Economics (en)(1995), par la réalisatrice oscarisée Terre Nash (en), est largement basé sur ce livre.